# Rumex chalepensis
Rumex chalepensis là một loài thực vật có hoa trong họ Rau răm. Loài này được Mill. miêu tả khoa học đầu tiên năm 1768.